# Heinz Levy
Heinz Levy (Hannover, 29 april 1904 — Auschwitz, 31 maart 1944) was een Joods-Nederlandse amateurbokser die namens zijn vaderland eenmaal deelnam aan de Olympische Spelen.
In 1924 toen Parijs gastheer was van de Olympische Spelen, verloor hij in de achtste finales (eerste ronde) bij het weltergewicht (tot 57 kilogram) van Joseph Salas uit de Verenigde Staten. Levy werd in 1944 omgebracht in het concentratiekamp Auschwitz.
In zijn actieve tijd was hij aangesloten bij Corbett in Amsterdam.